# Февдий
Февдий из Магнесии (Θεύδιος ὁ Μάγνης, вторая половина IV в. до н. э.) — древнегреческий математик. 
Известен только по «каталогу геометров», приводимому Проклом.
Прокл сообщает, что Февдий составил хорошие Начала и многие частные положения перевёл в более общие. Возможно, что именно Начала Февдия регулярно цитирует Аристотель. Сочинение Февдия могло быть впоследствии использовано при составлении Начал Евклида.